# 'Round Springfield
"'Round Springfield", llamado Alrededor de Springfield en España y Por la ciudad de Springfield en Hispanoamérica, es un capítulo perteneciente a la sexta temporada de la serie animada Los Simpson, emitido originalmente el 30 de abril de 1995. El episodio fue escrito por Al Jean y Mike Reiss, y dirigido por Steven Dean Moore. Ron Taylor, Steve Allen y James Earl Jones fueron las estrellas invitadas.

## Sinopsis
Bart sufre de dolor de estómago luego de tragar accidentalmente una rueda de metal dentada que venía de regalo con los cereales Krusty. Lisa le cree a Bart sobre su dolor, pero Marge y Homer, pensando que era una excusa para faltar a un examen, lo envían a la escuela. Durante la prueba, Bart convence a Edna Krabappel de que estaba enfermo, y ella, algo incrédula, lo deja ir a la enfermería. Allí, el niño se desmaya y es llevado al hospital, en donde se le diagnostica apendicitis y se le extrae su apéndice. Una vez que se asegura de que Bart está bien, Lisa recorre el hospital, y en una habitación encuentra al saxofonista Bleeding Gums Murphy (Encías Sangrantes Murphy en España y Latinoamérica), su ídolo, quien estaba internado.
El jazzista le entrega a Lisa su saxofón, ya que la niña debía dar un concierto en la escuela. En el recital, Lisa demuestra un excelente desempeño y cuando vuelve a contarle a Encías Sangrantes lo bien que le había ido, no lo encuentra en su habitación y la enfermera le comunica que el saxofonista había muerto. La niña es la única persona que asiste al funeral de Encías Sangrantes y al ver que nadie lo conocía, jura no descansar hasta que todos en Springfield conozcan el nombre de Encías Sangrantes Murphy. Bart, mientras tanto, demanda a Krusty el Payaso por la rueda dentada del cereal, y gana 100.000 dólares, pero el abogado Lionel Hutz sólo le da 500. El niño, inocentemente, acepta el dinero y se alegra al obtenerlo.
Para llevar a cabo su plan de hacerle un homenaje a su ídolo del jazz, Lisa decide conseguir uno de sus discos y ponerlo en la radio de jazz de Springfield, para que así todos puedan oírlo. Cuando va a la tienda de historietas a comprarlo, ve con desilusión que costaba 250 dólares, aunque el dueño del local, al darse cuenta de que Encías Sangrantes había muerto, sube el precio del disco a 500 dólares. Cuando Lisa sale del negocio, apenada, Bart entra en él con sus 500 dólares y, recordando que cuando le dolía el estómago su hermana era la única que le había creído, le compra el disco y se lo regala.
Cuando en la estación de radio tocan el disco de Bleeding Gums, Lisa se decepciona porque el alcance de la radio era de unos pocos metros. Sin embargo, en ese momento un rayo cae sobre la antena de la radio, haciendo que todos en Springfield puedan oírla. La niña finalmente queda satisfecha al cumplir su objetivo.
Luego de decir "Este homenaje es para ti, Encías Sangrantes", Lisa comienza a irse, pero antes una nube toma la forma de la cara del saxofonista, quien le habla a la niña desde el cielo, y le dice que lo había hecho feliz. Luego, antes de despedirse para siempre, Lisa y Murphy tocan juntos una pieza de jazz por última vez.

## Referencias culturales

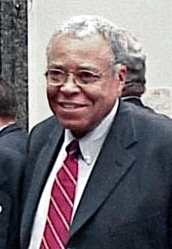
James Earl Jones, quien aparece en el episodio aunque no acreditado.